# Beatriz Cienfuegos
Beatriz Cienfuegos (Puerto de Santa María, Cádiz, 18 de febrero de 1714 - ibídem, 1786) fue una escritora y periodista española.
Beatriz Cienfuegos pionera del periodismo español, editora del periódico La Pensadora Gaditana, una de las primeras publicaciones periodísticas escritas por una mujer, fue una figura relevante en el Cádiz de la Ilustración. Está considerada como "La primera periodista española".

## Biografía
Beatriz Cienfuegos nació en Cádiz, Andalucía (España), en 1701 en el seno de una familia burguesa acomodada que le dio una cuidada educación. Murió en la misma ciudad en 1789.

## Su obra

### Contexto histórico
El siglo XVIII fue el siglo de la Ilustración y de la expansión del periodismo. Desde Gran Bretaña llegaron a España influjos de una prensa de opinión, crítica con las costumbres de la época, que pronto se vio reflejada en publicaciones como El Pensador. Junto a este tipo de divulgaciones llegarían también del Reino Unido nuevas concepciones de las relaciones humanas. Así, España respiraba aires nuevos que sugerían el aperturismo de la mujer a la vida pública y a la independencia de los matrimonios de conveniencia. A un siglo escaso del inicio del periodismo con las gacetas, la burguesía ilustrada del siglo XVIII contó con los avances técnicos y los medios económicos suficientes para satisfacer a un público deseoso de leer sus propios ideales culturales y políticos. Mientras tanto, el pueblo, mayoritariamente analfabeto, solo tenía acceso a almanaques y pronósticos.
En el contexto ilustrado del XVIII y como reacción a El Pensador de Clavijo y Fajardo, Beatriz Cienfuegos creó en 1763 La Pensadora Gaditana, considerada una de las primeras publicaciones periódicas escritas por una mujer. En ella, Cienfuegos publicaba sus ideas en forma de pensamientos representando un nuevo ideal de mujer que «piensa con reflexión, amonesta con madurez y critica con chiste».

### La Pensadora Gaditana
La Pensadora Gaditana apareció el 12 de julio de 1763 en la Real Imprenta de Marina de Manuel Espinosa en Cádiz y se editó semanalmente entre julio de 1763 y julio de 1764 en 53 ediciones de 24 páginas. Se concibió como un periódico crítico dirigido a un público femenino acerca de las costumbres masculinas y femeninas, los dictados sociales y otros temas de interés de la época. Esta publicación se vio influenciada por el costumbrismo social que inauguró el pionero periódico inglés The Spectator, del que eran frecuentes las traducciones difundidas por Europa.
Las publicaciones de La Pensadora Gaditana se enmarcan en un periodismo reflexivo y revisionista, más literario que noticioso y sometido a unas precarias vías de comunicación, por lo que la inmediatez no era un factor importante. El contenido de las publicaciones era variado: la reforma de las costumbres, la frivolidad de las altas jerarquías, la falta de educación del pueblo, los prejuicios sociales y la defensa de los derechos de las mujeres. Algunas de las publicaciones fueron «La afeminización de los hombres», «El descuido de los padres en corregir a sus hijos en la juventud», «El exceso de los gastos», «El uso de las modas» o «Los abusos de las procesiones y la Semana Santa».
En estas publicaciones semanales conocidas como Pensamientos, Cienfuegos criticaba con dureza a una sociedad que relegaba a la mujer a un segundo plano solo por el hecho de serlo. La Pensadora apareció con voluntad contestataria hacia otra publicación madrileña, El Pensador, en la que uno de sus fundadores, el periodista Clavijo y Fajardo, escribía artículos llenos de bilis y misoginia. 
Se presupone que La Pensadora Gaditana fue una de las primeras aportaciones femeninas a la historia del periodismo español, pese a que no está clara su autoría. Por el tono moralizante de su mensaje, despertó las sospechas de los representantes de la ciudad, que llegaron a declarar que a través de la gaditana escribía un eclesiástico (D.N. del Postigo). 
La investigadora Cinta Canterla ha estudiado ampliamente esta cuestión y publicado una edición de los Pensamientos del periódico donde se refleja que la legislación de la época prohibía publicar libros o artículos con nombre falso, además de informar sobre la licencia de impresión y difusión de la publicación; por lo que se entiende que los datos que hoy existen sobre Beatriz Cienfuegos se aproximan a la realidad, y que, junto a Rosario Cepeda, fueron pilares básicos fundamentales para sentar las bases de lo que años posteriores fue la Constitución de 1812. 
Aunque en el siglo XVIII se habían realizado ciertos tímidos avances vinculados a la consideración de la mujer —en parte por la influencia británica—, relativos sobre todo a su presencia en la vida pública y a la independencia de los matrimonios de conveniencia, su papel en la sociedad aún distaba mucho de la consideración actual. Beatriz Cienfuegos fue una mujer atrevida en una sociedad nada preparada no ya para acoger sus reivindicaciones, sino para asumir que una mujer era capaz de expresarlas con semejante contundencia. Además de ello, supo aprovechar la reorganización de Carlos III sobre tasaciones, precios de publicaciones e inquisición para favorecer el mundo editorial. Posteriormente, el fantasma de la revolución francesa traería con su sucesor, Carlos IV, las más estrictas prohibiciones.
No fue la única mujer destacada en las publicaciones periódicas del siglo XVIII. En 1777 apareció La Pensatriz Salmantina, a la que algunos consideran la reencarnación de La Pensadora por recuperar catorce años después, su tono atrevido y sus reivindicaciones. Tanto La Pensadora como La Pensatriz se encuentran entre los fondos de la Biblioteca Nacional de España.
La obra de La Pensadora Gaditana se recopiló en 1786 en cuatro tomos y su biografía puede concretarse en el prólogo de esta publicación:

Yo, señores, gozo de la suerte de ser hija de Cádiz; bastante he dicho ya para poder hablar sin vergüenza. Mis padres, desde pequeña, me inclinaron a monja, pero yo siempre dilaté la ejecución. Ellos porfiaron, y para conseguir el fin de sus intentos, me enseñaron el manejo de los libros, y formaron en mí el buen gusto por las letras para lo que dándome maestros, con alguna explicación mía, me impusieron en la latinidad. Sé hacer un silogismo en bárbara y no ignoro que la materia primera no puede existir sin la forma; con estas bachillerías y seis años de reclusión en un convento, he salido tan teóloga, que todos en mi casa me veneran por una Sibila; yo bendigo la mesa en latín, rezo el Ángelus Domine cuasi en griego, y también les ofrezco a las ánimas responsos con su poquito de réquiem eternam, y al oír esto mi padre, que es un honrado montañés me ha dicho muchas veces que si Su Santidad tuviera noticia de mi insuficiencia quizás por animar a las demás a estudiar me dispensaría para poder ser guardián, prior o vicario de alguna Comunidad de religiosos donde lucieran mis talentos ya en el pulpito, o en el confesionario.